# 賞
賞（しょう）とは、表彰の一種である。個人または団体に対して審査・判定をした上で、ある分野での秀逸性や達成した業績を讃える目的で贈呈あるいは授与されるもの。英語風にアワード、アウォード、プライズ（award, prize）などと言う。なお、賞を贈ることを授賞（じゅしょう）、賞を受けることを受賞（じゅしょう）といい、受賞した者を受賞者という。

## 概要
主な贈呈品（賞品）としては月桂冠やトロフィー、メダル、バッジ、リボン、勲章、賞状、銘板（記念板）、証明書、あるいは物ではなく称号などの場合もある。またノーベル賞やピューリッツァー賞のように、メダルや賞状とともに賞金が贈られる場合も多い。一方で有形のものを授与・贈呈されるのではなく、社会に対し受賞者の優秀さを広報するだけの賞もある。
賞を渡す者は個人、団体などさまざまであるが、賞の権威は、授賞を行う個人や団体の権威や地位に依存しがちである。ただし授賞する団体の地位や権威にかかわらず、賞の権威はそれまでの歴史の積み重ね、審査の厳しさ、歴代受賞者の顔ぶれなどによるところも大きい。普通は授賞する側は組織、財団、企業、政府機関、あるいは政府そのものである。また国王や大統領、たとえばアメリカ合衆国大統領による表彰や感謝なども公的に与えられる栄誉の一種である。
ある種の権威ある賞、例えばノーベル賞、アカデミー賞、スポーツにおける金メダルやチャンピオンタイトルなどは、受賞した個人のアイデンティティとして一生ついて回る。受賞者は属する国や地域から英雄扱いされ、場合によっては成し遂げた業績の中身より受賞したこと自体が有名になることもある。たとえばスポーツ選手としての凄さや受賞した研究の内容については知られていなくても、金メダル受賞者やノーベル賞受賞者として世間に名を知られることはよくある。
業績を讃える賞だけでなく、珍奇な業績を面白がったり、失敗に対してあてつけで贈る賞もある。これらの賞を贈る集団は、一般の賞を送る組織より社会的地位は低く、同好会同然のものもある。有名なものでは駄作映画に贈られるゴールデンラズベリー賞、真剣だが奇妙な研究に贈られるイグノーベル賞などがある。
企業や組織内部でも、社員らを営業成績や改善提案などで競わせ、月や年ごとに賞を贈る場合もある。組織の気風作りや競争力向上のために行われる小さな賞は、多くの会社で行われている。また学校でも成績や奉仕活動に対し賞を定期的に与える場合もある。
なお、アワード（英語: award）は選考によって選ばれたもの（受動）、プライズ（英語: prize）は競争などで勝ち取ったもの（能動）という違いがある。